# Skäret
Skäret is een dorpje binnen de Zweedse gemeente Luleå. De naam wijst erop dat het vroeger een eiland is geweest, in dit geval Antnässkäret. Skäret ligt tegenover Ersnäs aan de rivier Alån. Samen met de omliggende plaatsen Antnäs, Alvik, Rutvik, Mörön en Ersnäs wordt het ook wel Sörbyarna genoemd
Skär is Zweeds voor een rotsig eiland, et is een achtervoegsel om er de bestemde vorm van te maken (zie het Nederlandse scherenkust). Het is dan ook niet verwonderlijk dat er meer dorpen in Zweden deze naam hebben.
Bestuurscentrum: Luleå (Tätort)
Tätort: Alvik · Antnäs · Bälinge · Bensbyn · Bergnäset · Brändön · Ersnäs · Gammelstad · Jämtön · Kallax · Karlsvik · Klöverträsk · Måttsund · Persön · Råneå · Rutvik · Södra Sunderbyn
Småort: Ale · Ängesbyn · Avan · Björknäs en Harrviken · Björsbyn · Böle · Börjelslandet · Brännan · Bränslan · Fällträsk · Gäddvik · Hagaviken · Midbyn · Mörön · Niemisel · Norra Gäddvik · Örarna · Reveln · Smedsbyn · Södra Prästholm · Sundom · Vitå
Overig: Alhamn · Skäret · Niemiholm